# I Am You (мініальбом Stray Kids)
I Am You (стилізується як I am YOU) є третім та фінальним мініальбомом із серії  «I am…», який випустив південнокорейський гурт Stray Kids. Мініальбом вийшов на цифрових платформах та фізичних носіях 22 жовтня 2018 року. Unveil: [Op. 03: I am YOU] пройшов за день до цього у Olympic Hall, Олімпійський парк, район Пані-дон поблизу района Songpa, Сеул. За жовтень було продано 76,547 фізичних копій.

## Просування

### До релізу
4 жовтня 2018 року JYP Entertainment підтвердили, що Stray Kids повернуться 22 жовтня зі своїм новим мініальбомом I am You. До релізу вони виступили з Unveil [Op. 03: I am YOU] у Olympic Hall в Олімпійського парку, у районі Пані-дон поблизу района Songpa, Сеул.
Список композицій до майбутнього мініальбому опублікували 9 жовтня 2018 року, до нього увійшло сім пісень та одна бонусна композиція, тільки для фізичної версії альбому. Наступного дня з'явилося перше концепт фото Stray Kids. З 11 по 16 жовтня були опубліковані індивідуальні, командні та групові фото тизери учасників у двох різних концептах. Інтро, в якому учасники розповідали про альбом та композиції, що увійшли до нього вийшло 16 жовтня 2018. В наступні два дні були опубліковані короткі інструментальні версії усіх пісень. Пізніше на YouTube каналі Stray Kids було опубліковані два відео тизери до заголовної композиції «I am You». За день до офіційного релізу в Olympic Hall пройшов Unveil [Op. 03: I am YOU], де презентував фінальний мініальбом серії «I am…», I Am You.
| |                                                                            | | |                                                                                                |                                                                                               |                                                                                                  |
| | Публікація списку композицій третього мініальбому I am You                 | Публікація групового концепт фото                                                                               | Публікація двох групових фото тизерів (Тип А)                                                           | Публікація командного (Тип В) та індивідуальних фото тизерів (Тип А, В): Лі Ноу, Хьонджин, Хан | Публікація командного (Тип В) та індивідуальних фото тизерів (Тип А, В): Уджин, Синмін, Ай'Ен | Публікація командного (Тип В) та індивідуальних фото тизерів (Тип А, В): Бан Чан, Чанбін, Фелікс |
| | 9 жовтня                                                                   | 10 жовтня | 11 жовтня                                                                                               | 12 жовтня                                                                                      | 13 жовтня                                                                                     | 14жовтня                                                                                         |
| Публікація двох групових та командного фото тизерів (Тип A, B) Публікація фото тизерів гудсів      | Публікація відео [INTRO: I am YOU] Публікація групового фото тизера гудсів | Публікація коротких інструментальних версій композицій: «You», «I am You», «편(My Side)», «해장국(Hero's Soup)» | Публікація коротких інструментальних версій композицій: «Get Cool», «극과 극(N/S)», «0325», «Mixtape#3» | Публікація першого відео тизеру до заголовної композиції «I am You»                            | Публікація другого відео тизеру до заголовної композиції «I am You»                           | Проведення Unveil [Op. 03: I am YOU] з презентацією нового мініальбому                           |
| 15 жовтня                                                                                          | 16 жовтня                                                                  | 17 жовтня | 18 жовтня                                                                                               | 19 жовтня                                                                                      | 20 жовтня                                                                                     | 21 жовтня                                                                                        |
| Реліз третього мініальбому I am You Публікація музичного відео до заголовної композиції «I am You» |                                                                            | | |                                                                                                |                                                                                               |                                                                                                  |
| 22 жовтня                                                                                          |                                                                            | | |                                                                                                |                                                                                               |                                                                                                  |

### Після релізу
29 жовтня 2018 на YouTube каналі Stray Kids було опубліковано Street Ver. до композиції «My Side (편)», а 31 вийшло перформанс відео до «I am You». Відео зі знімання музичного кліпу до заголовної композиції вийшло 4 листопада, наступного дня було опубліковано відео до композиції «Mixtape#3». 13 листопада Stray Kids опублікували відео тизер до «Get Cool», повне відео вийшло 14 листопада. До композиції «N/S (극과 극)», 21 листопада, також вийшло відео, воно було зняте учасниками.

## Про альбом
I Am You є логічним продовженням попередніх альбомів I Am Not та I Am Who. В I Am Not Stray Kids усвідомили, що я — не «я», в I Am Who вони запитували себе «Хто я?». В завершальному альбомі серії  «I am…», I Am You, Stray Kids врешті знайшли відповідь: «Я — це ти!»
Значення I Am You може бути різним, все залежить від того, яку саме відповідь ти шукаєш. Можливо, людина у зображенні дзеркала — це і є «я»? Ті хто допомагають Stray Kids на шляху до їхньої мрії — «це саме ви (Стей)!» І завдяки фанатам вони можуть досягнути їхніх мрій. Стей для Stray Kids є рушійною силою. Коли ти сам, ти маєш певні обмеження і не завжди можеш досягти того до чого йдеш. У кожного є межа. Але якщо поруч буде ще хтось, він зможе стати твоєю силою та опорою, від якої можна відштовхнутись. Ти зможеш перестрибнути будь-які перешкоди і йти далі.
«You» (укр. «ти») — це потужна композиція, яка вибухає звуками барабана, басу та року. У житті, яке наповнене безлічюю запитань, все таки відповідь була знайдена і ви були звільненні від плутанини.
«I am YOU» (укр. «я це ти») — це композиція про почуття після того, як з'ясовуємо що відповідь саме у вас «Хто ж я? Я — це ти, з тими ж мріями, складнощами та переживаннями». В ліриці стає зрозумілим, що по щасливій випадковості ми живемо в одному місці й в один і той самий час, і тому можемо бути опорою один для одного. Пісня транслює подяку за те, що мі можемо допомагати один одному.
«My Side (편)» (кор. «편» — укр. «сторона», англ. «my side» — укр. «моя сторона»), динамічна композиція з ліричною мелодією та інтенсивним репом. Емоційна атмосфера зростає з додаванням звуків гітари з елементами альтернативного року.
«Hero's Soup (해장국)» (укр. «суп героя», кор. «해장국» — укр. «хаджанг-гук») — пісня з чудовою лірикою, яке має глибоке значення. В одному з куплетів можна почути «минулої ночі я надів на себе костюм свого батька і відчув, як від нього віяло страхом, переживаннями і тривогами» — це про те, як ти можеш відчути морозний дотик від обіймів батька, який він приносить з собою кожний раз повертаючись з роботи в звичайний зимній день.
«Get Cool» (укр. «остигати») — пісня про маленькі радощі життя, які ми не так часто помічаємо, але яким дуже радіємо. У звичайному житті є так багато дрібниць, які можуть зробити нас щасливими, «маленьке, але важливе щастя». Цікаво, що вислів у перших рядках «get꿀» англійською звучить, як назва композиції, але її переклад «збирати мед».
«N/S (극과 극)» (укр. «північ/південь») — в композиції є такі рядки «Не зрозумію, на вулиці спекотно чи холодно? Stray Kids біжать швидко чи повільно? Життя між двох полюсів. Вибір між двома протилежностями», як звучить і в самій ліриці це пісня про вибір. Ти можеш обрати «або те, або інше», тут немає місця для невизначеності, немає чогось середнього, немає градації між двома варіантами. На відміну від решти композицій альбому в цій пісні всі учасники репують, навіть вокалісти. В назві використовуються літери «N» — «North», укр. «північ», «S» — «South», укр. «південь», що відповідає значенню пісні про вибір між одним і іншим.
«0325» — назвою композиції є дата дебюту гурту, лірика якої зображає бажання Stray Kids реалізувати дедалі більше мрій і звичайно наштовхує на спогади про їхній дебют, а також спонукає задуматися і про майбутнє. Сама мелодія дуже енергійна і здається наче вони кудись біжать. Сама пісня поєднує в собі перші композиції, інтро, з альбомів I Am Not, I Am Who i I Am You. Ідея полягала в тому, що інтро, як окремі частини є початками альбомів всієї серії, а «0325», як повноцінна композиція –  початком Stray Kids.
«Mixtape#3» — це композиція, в якій Stray Kids звертаються до тих хто планує складати тест CSAT (College Scholastic Ability Test — вступний екзамен, який пишуть при вступі у виші Південної Кореї), у ліриці можна почути вирази «далі тебе чекає багато щасливих моментів», «все закінчиться добре», таким чином учасники підбадьорюють абітурієнтів перед важливим моментом для їх майбутнього. Основою для цієї композиції послугувала пісня написана 3Racha ще у 2017 році «For You», із мініальбому Horizon.

## Список композицій та усіх кредитів до них
Кредити до пісень були взяті з сайту MelOn.
| #  | Назва                  | Автор слів                       | Автор музики                                                         | Аранжування                                 | Тривалість |
| -- | ---------------------- | -------------------------------- | -------------------------------------------------------------------- | ------------------------------------------- | ---------- |
| 1. | «You»                  | Чанбін ( 3Racha ) Хьонджин Ай'Ен | Чанбін ( 3Racha ) Хьонджин Ай'Ен Hong Ji-sang                        | Hong Ji-sang                                | 1:19       |
| 2. | «I Am You»             | 3Racha                           | 3Racha Lee Woo-min 'collapsedone' Justin Reinstein KZ Zene The Zilla | Lee Woo-min 'collapsedone' Justin Reinstein | 3:25       |
| 3. | «My Side (편)»         | 3Racha                           | 3Racha Frants                                                        | Frants                                      | 3:37       |
| 4. | «Hero's Soup (해장국)» | 3Racha                           | 3Racha Lee Hae-sol                                                   | Lee Hae-sol                                 | 3:33       |
| 5. | «Get Cool»             | 3Racha Inner Child               | Yoon Jong Seong Inner Child Song Ha-eun Totem 3Racha                 | Yoon Jong Seong Song Ha-eun                 | 3:15       |
| 6. | «N/S (극과 극)»        | 3Racha                           | 3Racha SLO                                                           | SLO                                         | 3:45       |
| 7. | «0325»                 | 3Racha                           | 3Racha Hong Ji-sang                                                  | Hong Ji-sang                                | 3:39       |

I Am You — бонусна композиція для фізичних версій мініальбому.
| #  | Назва       | Автор слів | Автор музики | Аранжування                 | Тривалість |
| -- | ----------- | ---------- | ------------ | --------------------------- | ---------- |
| 8. | «Mixtape#3» | Stray Kids | Stray Kids   | Бан Чан (3Racha) Doplamingo | 4:20       |

Запис та управління
- Запис
  - Jisang's Studio (композиція 1)
  - The Vibe Studio (всі, крім композиції 1)
- Зведення
  - Musiclab Busan Studios (композиції 1, 7)
  - Rcave Sound (композиції 2, 4, 5, 6, 8)
- Освоєння
  - Honey Butter Studio (всі, крім композиції 2)
  - Bernie Grundman Mastering Hollywood, CA (композиція 2)

Особисті
- Бан Чан (3Racha) — лірика, музика (всі, крім композиції 1), беквокал (всі, крім композиції 1, 6, 5), аранжування (композиція 8)
- Чанбін (3Racha) — лірика, музика (всі композиції), беквокал (композиції 1, 2, 7)
- Хан (3Racha) — лірика, музика (всі, крім композиції 1), беквокал (композиції 2, 7, 8)
- Уджин — лірика, музика (композиція 8), беквокал (композиції 2, 3, 8)
- Лі Ноу– лірика, музика (композиція 8)
- Хьонджин — лірика, музика (композиції 1, 8), беквокал (композиція 1)
- Фелікс — лірика, музика (композиція 8), беквокал (композиції 2, 5)
- Синмін –лірика, музика (композиція 8)
- Ай'Ен — лірика, музика (композиції 1, 8), беквокал (композиція 1)
- Hong Ji Sang[30] — музика, аранжування, комп'ютерне програмування, гітара, клавіатура, програмування на барабанах (композиція 1, 7), запис (композиція 1), редагування вокалу (композиція 7)
- Lee Woo Min ‘collapsedone’[31] — музика, аранжування, комп'ютерне програмування, гітара, клавіатура, редагування вокалу (композиція 2)
- Justin Reinstein[32] — музика, аранжування, комп'ютерне програмування, клавіатура (композиція 2)
- KZ– музика (композиція 2)
- ZENE THE ZILLA — музика (композиція 2)
- FRANTS[33] — музика, аранжування, комп'ютерне програмування, гітара, клавіатура, синтезатор, програмування на барабанах (композиція 3)
- Lee Hae Sol[34] — музика, аранжування, комп'ютерне програмування, гітара, клавіатура, програмування на барабанах (композиція 4)
- Inner Child — лірика, музика, беквокал, режиссер вокалу (композиція 5)
- Song Ha-eun — музика, аранжування, клавіатура (композиція 5)
- TOTEM — музика (композиція 5)
- Yoon Jong Seong[35] — музика, аранжування, комп'ютерне програмування, програмування на барабанах, редагування вокалу, режиссер вокалу (композиція 5)
- SLO — музика, аранжування, комп'ютерне програмування, синтезатор, програмування на барабанах, флейті, басах (композиція 6)
- Doplamingo — аранжування, комп'ютерне програмування, акустична гітара, клавіатура, програмування на барабанах, бас (композиція 8)
- DOKO — режиссер вокалу (композиція 2)
- YUE — редагування вокалу (композиції 3, 8)
- Jiyoung Shin — додаткове редагування (композиція 4)
- Sojun — акустична гітара, електрогітара (композиція 8)
- Cash Pie — електрогітара (композиція 8)
- Kwak Jung-Shin[36] — запис (композиція 3)
- Jung Mo Yeon — запис (композиція 3)
- Eun-Yi Hong — запис (композиція 3)
- Hyejin Choi — запис (композиція 5)
- Hansu Jang — запис (композиції 2, 7, 8), зведення (композиції 6, 8)
- Hongjin Lim — запис (композиції 4, 6), зведення (композиції 4, 5)
- Shin Bong-won — зведення (композиції 1, 7)
- Lee Tae-Sub — зведення (композиція 2)
- Cliff Lin — зведення (композиція 3)
- Mike Bozzi[37] — освоєння (композиція 2)
- Park Jung-Un[38] — освоєння (всі, крім композиції 2)

## Формати
Альбом вийшов на фізичних носіях у двох версіях I am ver. і YOU ver. У цифровій версії альбому було лише сім композицій, восьма, «Mixtape#3», вийшла лише на фізичній версії альбому.

### Фізичний
| Стандарт                      |  | Попереднє замовлення |
| ----------------------------- |  | -------------------- |
| • Фотокнига                   |  | • Один плакат        |
| • CD-R диск                   |  | • Набір листівок     |
| • Три qr-фотокартки учасників |  | • Одна фотокартка    |

### Цифровий
| • Цифрове зображення обкладинки |
| • Сім цифрових композицій       |

## Чарти
| Чарт (2018–20)                            | Найвища позиція |
| ----------------------------------------- | --------------- |
| Франція French Download Albums (SNEP)     | 124             |
| Японія Japanese Albums (Oricon)           | 17              |
| Угорщина Hungarian Albums (MAHASZ)        | 25              |
| Південна Корея South Korean Albums (Gaon) | 2               |
| США US Heatseekers Albums (Billboard)     | 20              |
| США US World Albums (Billboard)           | 8               |

| Чарт (2018)                               | Позиція |
| ----------------------------------------- | ------- |
| Південна Корея South Korean Albums (Gaon) | 44      |

## Нотатки
1. 1 2 3 4 5 6 7 8  Тип А, В – для просування цього альбому Stray Kids використовували кілька візуальних концептів.
2. 1 2  Гудси (англ. «goods» — укр. «товари») – у К-Рор так називають бонусні товари з логотипом, зображенням гурту, гудсами можуть бути, як звичайні фотокартки, плакати так і футболки, худі, парфуми і т.д.
3. 1 2  Оригінально назва пишеться великими літерами.
4. ↑  3Racha стилізується як 3RACHA - мається на увазі, що всі учасники (Бан Чан, Чанбін, Хан) продюсерської команди брали участь.
5. ↑  У альбомів стандартної версії два різні візуальні оформлення. Загальний розмір 18 × 25,5 см. У фотокнизі третя сторінка випадкова (зображення одного з дев’яти учасників). CD диск має два різних візуальних оформленнях, як і обкладинка альбому. QR-фотокартки A ver. розміром 7× 10 см (одна з дев’яти), В ver. розміром 5,5 × 8,5 см (одна з тридцяти шести, селфі фото учасників у двох), С ver. розміром 5,5 × 8,5 см (одна з двадцяти семи, селфі фото учасників). Усі фотокартки розповсюджуються випадковим чином.
6. ↑  Крім стандартного наповнення в період попереднього замовлення можна було отримати плакат розміром 76,2 × 52,5 см (груповий, один з трьох), набір листівок розміром 10 ×15 см (один з двох, п’ятнадцять листівок у наборі,), фотокартка 5,5 ×8,5 см (одна з дев’яти, портретне фото)